# Multiplayer Online Battle Arena

Beispielhaftes Aufbauschema einer MOBA-Karte:
Blaue bzw. rote Eckkreise sind die Zentralgebäude; blaue bzw. rote Eckbereiche sind die Spielerbasen; hellgelbe Streifen sind Angriffswege und blaue bzw. rote Punkte sind Verteidigungsgebäude.

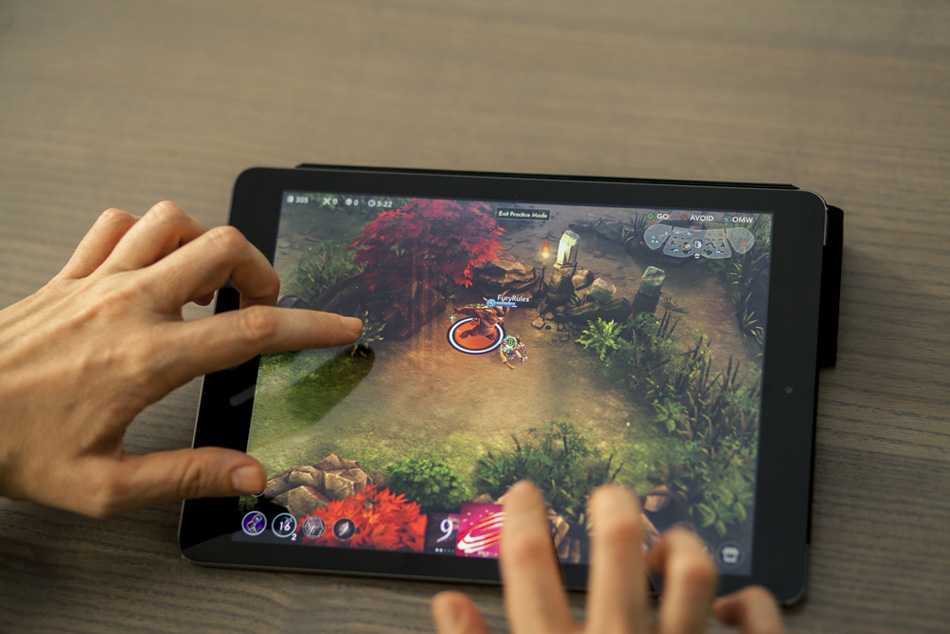
Spiel Vainglory

Multiplayer Online Battle Arena (MOBA), auch bekannt als Action Real-Time Strategy (ARTS), ist ein Computerspielgenre und eine Unterkategorie der Echtzeit-Strategiespiele.

## Beschreibung
Mindestens zwei Teams treten auf einer arenaartig aufgebauten Karte gegeneinander an. Es gibt verschiedene Versionen eines Mobas mit unterschiedlichen Zielen. So wird bei einigen Mobas versucht, die gegnerische Basis zu zerstören oder das gegnerische Team auszuschalten. Das Genre verzichtet auf typische Elemente des Echtzeit-Strategie-Genres wie Basenausbau und Ressourcen sammeln, stattdessen hat jeder Spieler einen kontinuierlichen Ressourcenzuwachs, ergänzt durch Belohnungen aus dem Spielverlauf, wie etwa durch das Töten von Gegnern. Statt einer großen Armee steuert jeder Spieler eine Heldeneinheit, die für das Töten von Gegnern Erfahrungspunkte erhält. Mit Hilfe von Erfahrungspunkten und Ressourcen kann die Heldeneinheit ähnlich wie in Computer-Rollenspielen verbessert werden. Wird ein Held getötet, erscheint er nach einer bestimmten Abklingzeit wieder in der Basis des Spielers.
Erschwert wird das Vorgehen durch eine begrenzte Zahl an Angriffswegen (engl.: lanes), die zusätzlich von Verteidigungseinrichtungen bewacht werden. In bestimmten zeitlichen Abständen erscheinen in den Basen zudem schwächere Einheiten, die vom Computer gesteuert auf vorgegebenen Laufwegen die gegnerische Basis angreifen.

## Entstehung
Das Genre wurde 2003 durch die kostenlose Modifikation Defense of the Ancients (DotA) für das Echtzeit-Strategiespiel Warcraft 3 begründet. DotA griff dabei teilweise Elemente der offiziellen Mehrspielerkarte Aeon of Strife aus StarCraft auf. DotA etablierte sich im Mehrspieler-Bereich und wurde zunehmend für Wettkämpfe und E-Sport-Turniere genutzt. Mit wachsendem Erfolg wurde das Spielprinzip der Modifikation für kommerzielle Projekte übernommen, erstmals 2009 in Demigod von Gas Powered Games. Es folgten League of Legends des ehemaligen DotA-Entwicklers Steve Feak für Riot Games, der auch erstmals den Begriff MOBA als Genrebezeichnung verwendete, und Heroes of Newerth von S2 Games. Auch der Warcraft-Entwickler Blizzard Entertainment übernahm das Spielprinzip mit Heroes of the Storm, und DotA-Hauptentwickler IceFrog kooperierte mit Valve schließlich für die offizielle Fortsetzung Dota 2. Daneben entstanden zahlreiche weitere Projekte von anderen Anbietern.
Bezüglich des Genrenamens bestehen Kontroversen, da vor allem viele DotA-Spieler den von Riot Games eingeführten Namen MOBA ablehnen.
Mit Smite (2015, Windows, MacOS, PlayStation 4, Xbox One) und Paragon (2016. Windows, PlayStation 4) erschienen erstmals auch MOBA-Titel für Spielkonsolen.